# Stazione di Sant'Anatolia di Narco-Scheggino
La stazione di Sant'Anatolia di Narco-Scheggino è stata una stazione ferroviaria posta lungo la ex linea ferroviaria a scartamento ridotto Spoleto-Norcia, a servizio dei comuni di Sant'Anatolia di Narco e di Scheggino.

## Storia
La stazione fu inaugurata insieme alla linea il 1º novembre 1926 e rimase attiva fino al 31 luglio 1968.

## Strutture e impianti
La stazione era dotata da un fabbricato viaggiatori e due binari. L'ex fabbricato viaggiatori è stato ristrutturato e convertito a ufficio informazioni; il sedime dei binari riadattato a pista ciclabile.